# Reprezentacja Bangladeszu w piłce wodnej mężczyzn
Reprezentacja Bangladeszu w piłce wodnej mężczyzn – zespół, biorący udział w imieniu Bangladeszu w meczach i sportowych imprezach międzynarodowych w piłce wodnej, powoływany przez selekcjonera, w którym mogą występować wyłącznie zawodnicy posiadający obywatelstwo banglijskie. Za jej funkcjonowanie odpowiedzialny jest Banglijski Związek Pływacki (BSF), który jest członkiem Międzynarodowej Federacji Pływackiej.

## Historia
W 1982 reprezentacja Bangladeszu rozegrała swój pierwszy oficjalny mecz na igrzyskach azjatyckich.

## Udział w turniejach międzynarodowych

### Igrzyska olimpijskie
Reprezentacja Bangladeszu żadnego razu nie występowała na Igrzyskach Olimpijskich.

### Mistrzostwa świata
Dotychczas reprezentacji Bangladeszu żadnego razu nie udało się awansować do finałów MŚ.

### Puchar świata
Bangladesz żadnego razu nie uczestniczył w finałach Pucharu świata.

### Igrzyska azjatyckie
Bangladeskiej drużynie jeden raz udało się zakwalifikować na Igrzyska azjatyckie. W 1982 zajęła najwyższe 8. miejsce.